# Guido da Vico
Guido da Vico, noto anche come Guido da Caprona (Caprona, ... – Roma, 15 agosto 1150), è stato un cardinale italiano.
Nacque nella famiglia dei conti di Caprona (vicino a Pisa), figlio di Ugone.

## Biografia
Fu creato cardinale diacono da papa Innocenzo II in un concistoro del 1130 ed ebbe il titolo di cardinale diacono dei Santi Cosma e Damiano. Fu cancelliere di Santa Romana Chiesa. Legato pontificio a Milano, Verona, Francia e Germania. Assistette come rappresentante della Santa Sede a Zamora alla firma del trattato di Zamora da parte di Alfonso VII re di Castiglia e León e di Alfonso Henriques, conte del Portogallo, che divenne così il primo re del Portogallo con il nome di Alfonso I.
Morì a Roma il 15 agosto 1150 e la sua salma venne inumata nella chiesa della sua diaconia.

## Elezioni papali
Durante il suo cardinalato Guido da Vico partecipò alle seguenti elezioni papali:
- Elezione papale del 1143 che elesse papa Celestino II
- Elezione papale del 1144 che elesse papa Lucio II
- Elezione papale del 1145 che elesse papa Eugenio III